# Eocleonus
Eocleónus — рід вимерлих жуків родини Довгоносики (Curculionidae).
Цей рід описаний Семюелем Скаддером, американським ентомологом та палеонтологом, за рештками жука, знайденого в озерних сланцях поблизу населеного пункту Флоріссант (Florissant) в центральній частині штату Колорадо, США. Завдяки особливим геологічним умовам захоронення, у цьому місці збереглася величезна кількість решток членистоногих і рослин еоцену, і воно оголошене національною пам'яткою природи (Флоріссант-Фоссіл-Бедс).
Довжина тіла жука становила 3 мм, вік — від 37,2 до 33,9 мільйонів років. Його описано як новий для науки вид — Eocleonus subjectus  Scudder,  1893.
Знахідка зберігається в Музеї порівняльної зоології Гарвардського університету.